# Königliches Gymnasium zu Nakel

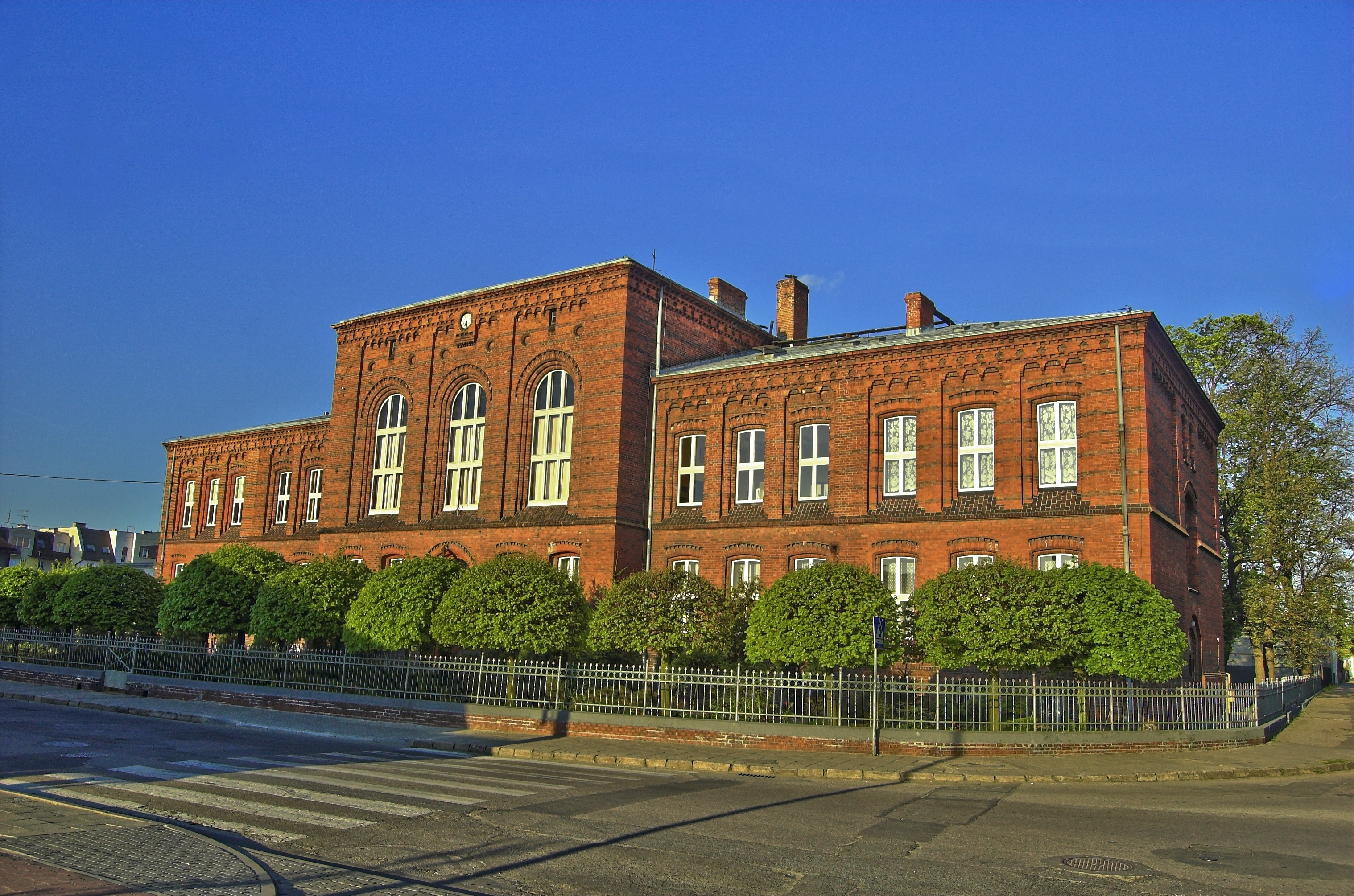
Gymnasiumsgebäude

Das Königliche Gymnasium zu Nakel bestand von 1876 bis 1919.

## Geschichte

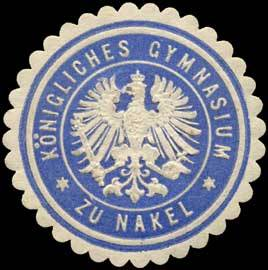
Siegelmarke des Königlichen Gymnasiums zu Nakel

1866 wurde eine städtische Höhere Knaben- und Mädchenschule in Nakel an der Netze in der preußischen Provinz Posen eröffnet. 1872 wurde daraus ein Progymnasium für Jungen gebildet, das sich in gemietheten Räumen befand. Die meisten Schüler waren deutscher Herkunft. 1873 gab es 138 evangelische (= meist deutsche), 9 katholische (= meist polnische) und 71 jüdische Schüler (33 %),  insgesamt 218, sowie 72 auswärtige.
1874 wurde ein neu gebautes Gebäude eingeweiht. Seit 1876 war die Schule ein Gymnasium. 
1919 wurde das deutsche Gymnasium geschlossen.
Danach befand sich darin ein polnisches Staatliches Gymnasium.
Gegenwärtig ist dort das I Liceum Ogólnokształcące im. Bolesława Krzywoustego.

## Persönlichkeiten
Direktoren
- Karl Kunze, 1870–1873, erst Knaben- und Mädchenschule, ab 1872 Progymnasium
- W. Schneider, 1873–?
- Johannes Richter, 1877–nach 1882
- Rudolph Heidrich, 1891–1903[2]
- Paul Mahn, 1904–?

Schüler
- David Selver (1856–1926), später Rabbiner
- Walter Birschel (1872–1960), deutscher Sejmabgeordneter in Polen
- Ernst Heidrich (1880–1914), Abitur 1897, Kunsthistoriker, Sohn des Direktors
- Szczęsny Dettloff (1878–1961), Abitur 1896, katholischer Kaplan, Professor für Kunstgeschichte in Poznań[3]
- Leon Płotka (1889–1954), bis 1908, dann katholischer Priester
- Johannes Horst (1892–1960), evangelischer Theologe
- Józef Codrow (1894–1919), bis 1912, starb beim Posener Aufstand
- Kurt Tank (1898–1983), 1905–1914 ohne Abitur, Ingenieur, Flugzeugkonstrukteur und Flieger
- Paweł Blew (1901–1935), nahm als Gymnasiast am Posener Aufstand teil, später Kapitän der Marine
- Gwido Chmarzyński (1906–1973), Gymnasiast 1913–1921 !, danach Kunsthistoriker und Museumsdirektor